# 共棲蓋隱蝦
共棲蓋隱蝦又稱為海膽針蝦，拉丁學名為，屬於長臂蝦科(Palaemonidae)之下的蓋隱蝦屬(Stegopontonia)。牠的背部中央與身體兩側各有一條明顯的白色紋線，體色為深紫色。喜歡住在冠刺棘海膽（Echinothrix diadema）的長棘之間，由於體態和體色與海膽的長棘類似，形成了很好的保護與偽裝的效果。海膽的長棘提供了海膽針蝦保護與居所，這也使得海膽針蝦與海膽形成了片利共生的關係。 